# Karl Hauffe
Karl Hauffe (* 8. April 1913 in Posen; † 30. Januar 1998 in Göttingen) war ein deutscher Physikochemiker und Ost-Spion.

## Leben
Hauffe studierte an der TH Darmstadt, wo er 1938 zum Dr.-Ing. promovierte. Von Januar 1942 bis August 1944 leistete er seinen Kriegsdienst. 1947 ging er als Dozent an die Humboldt-Universität zu Berlin, wurde 1948 außerordentlicher Professor an der Universität Greifswald und 1952 ordentlicher Professor an der HU Berlin. 1953 flüchtete er in die Bundesrepublik und war zunächst im Max-Planck-Institut für Eisenforschung in Düsseldorf und dann wissenschaftlicher Berater am Zentralinstitut für industrielle Forschung in Oslo. Ab 1955 forschte er bei den Farbwerken Hoechst über Katalyse.
1956 wurde Hauffe Professor in Göttingen. Von 1964 bis 1978 wirkte er als Professor für angewandte physikalische Chemie und Institutsdirektor an der Universität Göttingen.
Nach der Flucht Werner Stillers wurde er am 19. Januar 1979 als DDR-Spion enttarnt: Er wurde bei der Hauptverwaltung Aufklärung (HVA) des Ministeriums für Staatssicherheit (MfS) als Inoffizieller Mitarbeiter (IM) „Fellow“ geführt. Im Rahmen der Ermittlungen wurde den Strafverfolgungsbehörden bekannt, dass er zuvor für den sowjetischen Geheimdienst KGB und den Bundesnachrichtendienst (BND) spioniert hatte.
Hauffe wurde zu einer Bewährungsstrafe verurteilt.

## Schriften
- K. Hauffe: Reaktionen in und an Festen Stoffen.  Springer Verlag, Berlin, 1955, DNB 451861868.